# 郭玟成
郭 玟成（かく ぶんせい、グオ ウェンチェン、1955年〈民国44年〉9月18日 - ）は、中華民国（台湾）の政治家。民主進歩党所属の元立法委員。

## 経歴
1990年の高雄市議員選挙で初当選。その後も再選され3期務める。
2001年の第5回立法委員選挙では高雄市第二選挙区から出馬し、初当選。2004年の第6回立法委員選挙でも再選される。
2008年の第7回立法委員選挙では、選挙区の再編により高雄県第五選挙区から出馬し、当選した。
2012年の第8回立法委員選挙では、同じ泛緑同盟である陳致中（陳水扁元総統の息子）が高雄市第九選挙区からの出馬を主張したが、民進党は郭玟成を公認としたため、陳致中はこれに反発し無所属で立候補した。民進党票の分裂により郭玟成は陳致中とともに落選し、国民党の議員が当選した。
選挙後「国民党は私を30年間殴ったが、陳致中が私を1年間殴ったよりはマシだ」と怒りを露わにし「陳致中が無謀と分かっていながら選挙に立候補した行為を理解できない」と述べた。

## 選挙記録
| 年度 | 選挙                | 選挙区           | 所属政党   | 得票数 | 得票率 | 当選       | 注釈         |
| ---- | ------------------- | ---------------- | ---------- | ------ | ------ | ---------- | ------------ |
| 1990 | 第3回高雄市議員選挙 |                  | 民主進歩党 |        |        |            |              |
| 1994 | 第4回高雄市議員選挙 | 第六選挙区       | 民主進歩党 | 24,076 | 14.36% |            |              |
| 1998 | 第5回高雄市議員選挙 | 第五選挙区       | 民主進歩党 | 26,194 | 14.20% |            |              |
| 2001 | 第5回立法委員選挙   | 高雄市第二選挙区 | 民主進歩党 | 41,503 | 13.66% |            |              |
| 2004 | 第6回立法委員選挙   | 高雄市第二選挙区 | 民主進歩党 | 33,033 | 12.12% |            |              |
| 2008 | 第7回立法委員選挙   | 高雄県第五選挙区 | 民主進歩党 | 70,576 | 51.98% | 選挙区再編 |              |
| 2012 | 第8回立法委員選挙   | 高雄市第九選挙区 | 民主進歩党 | 59,258 | 32.25% |            | 選挙区名変更 |